# Santa Marta de Magasca
Santa Marta de Magasca este un oraș din Spania, situat în provincia Cáceres din comunitatea autonomă Extremadura. Are o populație de 304 de locuitori (2007).
1. ↑  Nomenclátor Geográfico de Municipios y Entidades de Población (20240402 edition)
2. ↑   https://oficinadecorreos.info/codigo-postal/10198-santa-marta-de-magasca/ Lipsește sau este vid: |title= (ajutor)